# Aleksej Tsatevitsj

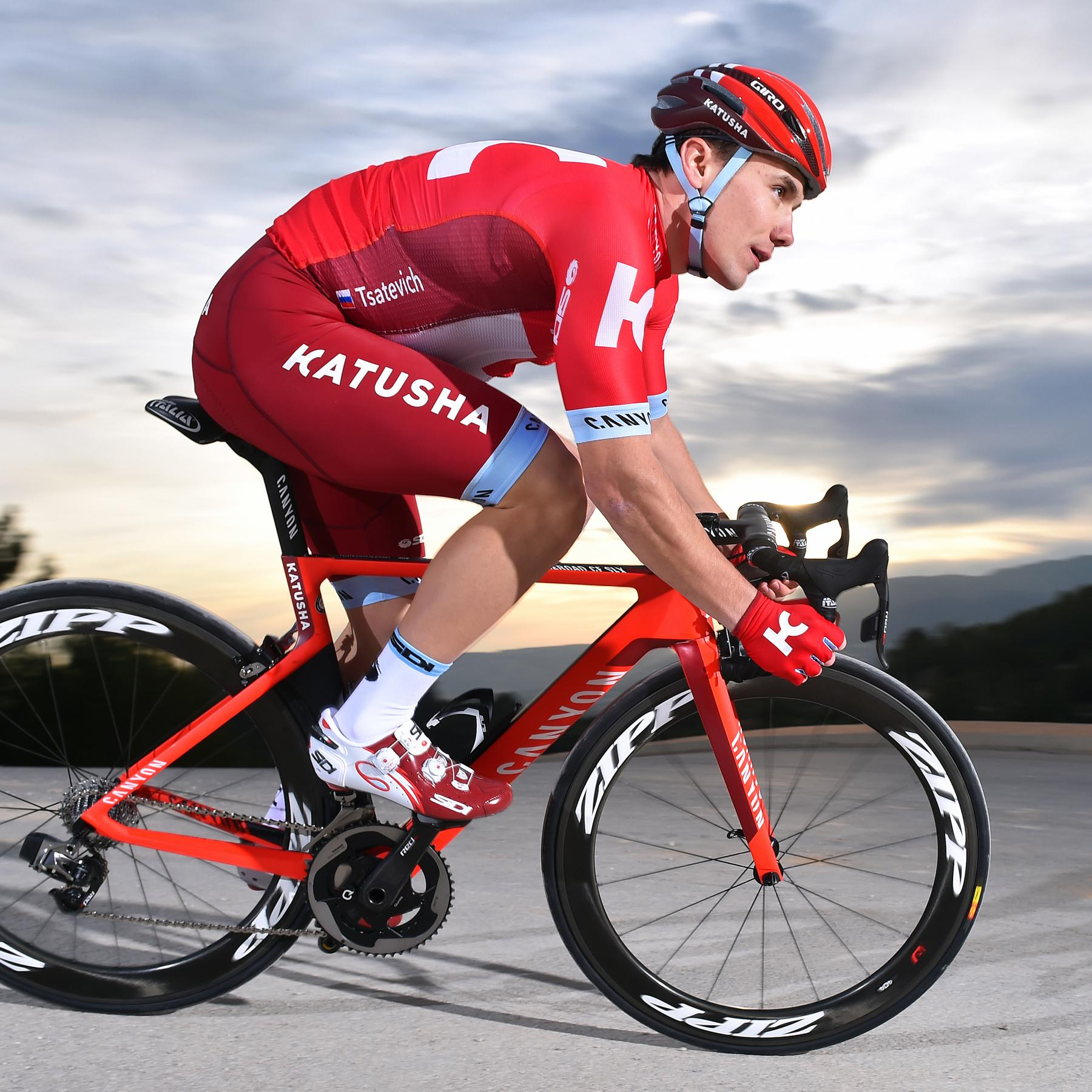
Tsatevitsj in 2015

Aleksej Vladimirovitsj Tsatevitsj (Russisch: Алексей Владимирович Цатевич; Verchnjaja Pysjma, 5 juli 1989 – 8 april 2024) was een Russisch wielrenner die tussen 2012 en 2016 voor Team Katjoesja reed.

## Carrière
Tsatevitsj werd in 2011 Russisch kampioen op het criterium. In datzelfde jaar eindigde hij als achtste op het wereldkampioenschap op de weg voor beloften. In 2016 reed hij zijn eerste grote ronde, de Ronde van Italië. Hij werd hierin door zijn eigen ploeg uit de wedstrijd gezet nadat hij in de tijdrit in de Chianti-streek te lang in het wiel had gereden van Tobias Ludvigsson.
Na zijn carrière als wielrenner startte Tsatevitsj met ijshockeyen op amateurniveau in zijn thuisland. Hij overleed op 8 april 2024 op 34-jarige leeftijd.

## Belangrijkste overwinningen
2011
2e etappe Grande Prémio Crédito Agrícola de la Costa Azul
Grand Prix de la ville de Nogent-sur-Oise
4e etappe Ronde van de Elzas
 Russisch kampioen criterium, Elite
6e etappe Ronde van Bulgarije
2013
Le Samyn
3e etappe Wielerweek van Lombardije
2016
7e etappe Ronde van Catalonië

## Resultaten in voornaamste wedstrijden
| Jaar | Ronde van Italië | Ronde van Frankrijk | Ronde van Spanje |
| ---- | ---------------- | ------------------- | ---------------- |
| 2012 |                  |                     |                  |
| 2013 |                  |                     |                  |
| 2014 |                  |                     |                  |
| 2015 |                  |                     |                  |
| 2016 | opgave           |                     |                  |
| 2017 | 121e             |                     |                  |

| Jaar | Milaan-San Remo | Ronde van Vlaanderen | Amstel Gold Race | Gent-Wevelgem | Waalse Pijl | Brabantse Pijl |  | WK op de weg |  | Wereldranglijsten |
| ---- | --------------- | -------------------- | ---------------- | ------------- | ----------- | -------------- |  | ------------ |  | ----------------- |
| 2012 |                 |                      |                  |               |             | opgave         |  |              |  |                   |
| 2013 |                 | opgave               |                  |               |             |                |  |              |  |                   |
| 2014 |                 | 82e                  |                  | 7e            |             | 10e            |  |              |  | 194e (UWT)        |
| 2015 |                 | 78e                  | 25e              | 12e           | opgave      |                |  | 37e          |  | 124e (UWT)        |
| 2016 |                 |                      | 65e              |               | 149e        |                |  |              |  | 162e (UWT)        |
| 2017 | 103e            |                      |                  |               |             | 50e            |  |              |  |                   |

## Ploegen
- 2011 –  Itera-Katjoesja
- 2012 –  Katjoesja Team
- 2013 –  Katjoesja
- 2014 –  Team Katjoesja
- 2015 –  Team Katjoesja
- 2016 –  Team Katjoesja
- 2017 -  Gazprom-RusVelo

Belkov · 
Broett · 
Caruso ·
Florencio ·
Freire ·
Galimzjanov (tot 15/04) ·
Goesev ·
Haller ·
Horrach · 
Ignatenko · 
Ignatjev · 
Isajtsjev ·
Koetsjynski ·
Kolobnev ·
Kristoff ·
Kritski ·
Losada · 
Mensjov ·
Moreno ·   
Paolini · 
Porsev ·  
Rodríguez · 
Selig ·
Smukulis · 
Špilak · 
Tsatevitsj · 
Trofimov ·
Vantomme ·
Vicioso · 
Vorganov ·
Koeznetsov (stagiair) ·
Vorobjov (stagiair) ·
Zakarin (stagiair)
Belkov · 
Broett · 
Caruso ·
Florencio ·
Goesev ·
Haller · 
Ignatenko · 
Ignatjev · 
Isajtsjev ·
Koetsjynski ·
Koeznetsov ·
Kolobnev ·
Kozontsjoek ·
Kristoff ·
Kritski ·
Losada · 
Mensjov (tot 19/05) ·
Moreno ·   
Paolini · 
Porsev ·  
Rodríguez · 
Selig ·
Smukulis · 
Špilak · 
Tsatevitsj · 
Tsjernetski ·
Trofimov ·
Vicioso · 
Vorganov ·
Vorobjov ·
Antonov (stagiair) ·
Razoemov (stagiair) ·
Nikolajev (stagiair) 
Belkov · Broett · Caruso · Goesev · Haller · Ignatenko · Ignatjev · Isajtsjev · Koetsjynski · Koeznetsov · Kolobnev · Kotsjetkov · Kozontsjoek · Kristoff · Losada · Moreno · Paolini · Porsev · Rodríguez · Rybakov · Selig · Silin · Smukulis ·  Špilak · Trofimov · Tsatevitsj · Tsjernetski · Vicioso · Vorganov · Vorobjov · Bystrøm (stagiair)
Belkov · Bystrøm · Caruso · Guarnieri · Haller · Isajtsjev · Koeznetsov · Kolobnev · Kotsjetkov · Kozontsjoek · Kristoff · Lagoetin · Losada · Machado · Moreno · Paolini · Porsev · Rodríguez · Selig · Silin · Smukulis ·  Špilak · Trofimov · Tsatevitsj · Tsjernetski · Vicioso · Vorganov · Vorobjov · Zakarin · Politt (stagiair) · Restrepo (stagiair)
Belkov · Bystrøm · Guarnieri · Haller · Isajtsjev · Koeznetsov · Kotsjetkov · Kozontsjoek · Kristoff · Lagoetin · Losada · Machado · Mamykin · Mørkøv · Politt · Porsev · Restrepo · Rodríguez · Silin · Špilak · Taaramäe · Tsatevitsj · Tsjernetski · Van den Broeck · Vicioso · Vorganov · Vorobjov · Zakarin · Maes (stagiair)